# Zoo de Thrigby Hall
Le zoo de Thrigby Hall, dont le nom officiel est Thrigby Hall Wildlife Gardens, est un parc zoologique situé à Filby près de la ville de Great Yarmouth dans le comté de Norfolk, au Royaume-Uni. Le Hall a été construit en 1736 par Joshua Smith Esquire mais ce n'est qu'en 1979, que le parc zoologique a ouvert ses portes.
Le zoo de Thrigby Hall possède beaucoup d'espèces d'animaux et se consacre à la conservation de la nature. Parmi elles, les visiteurs peuvent trouver des alligators, des tigres de Sumatra, des panthères nébuleuses, des binturongs, des babiroussas, des pandas roux. Le zoo possède également un félin très rare, le chat de Temminck. 